# Hrvatska pošta Mostar
Hrvatska pošta Mostar jedna je od triju tvrtki odgovornih za poštanske usluge u Bosni i Hercegovini. Djeluje uglavnom na područjima s hrvatskom većinom u Federaciji Bosne i Hercegovine, a sjedište joj je u Mostaru. Osnovana je 1993. godine. Druga dva poštanska operatera u zemlji su BH Pošta (pokriva većinu drugih korisnika u Federaciji Bosne i Hercegovine) i Pošta Srpske (posluju u Republici Srpskoj).

## Vanjske poveznice
- Službena stranica